# Nasser Nouraei
Nasser Nouraei (in persiano ناصر نورایی‎; 16 giugno 1954) è un ex calciatore iraniano, di ruolo attaccante.